# The Mediator Between the Head and Hands Must Be the Heart
The Mediator Between Head and Hands Must Be the Heart è il tredicesimo album in studio del gruppo brasiliano Sepultura. È uscito il 25 ottobre 2013 in Europa e il 29 ottobre dello stesso anno negli Stati Uniti per l'etichetta Nuclear Blast Records.

## Il disco
È il primo album che include nella formazione il batterista Eloy Casagrande e, anche, il primo ad esser registrato negli Stati Uniti dai tempi di Against del 1998. L'album è stato prodotto da Ross Robinson, lo stesso del loro disco più conosciuto: Roots (1996).
Il disco è stato registrato negli studi presso la casa del produttore Ross Robinson, situati a Venice (Los Angeles), nel giugno del 2013. Il missaggio è stato completato presso gli Omen Room Studios di Anaheim (USA). Infine, il mastering è stato ultimato presso i West West Side Studios a New Windsor (USA).

## Tracce
Testi di Derrick Green e Andreas Kisser tranne dove indicato, musiche di Kisser e Eloy Casagrande tranne dove indicato.
1. Trauma of War – 3:45
2. The Vatican – 6:33
3. Impending Doom – 4:15
4. Manipulation of Tragedy – 4:16
5. Tsunami – 5:10
6. The Bliss of Ignorants – 4:51
7. Grief – 5:34
8. The Age of the Atheist – 4:19
9. Obsessed (feat. Dave Lombardo) – 3:53
10. Da Lama ao Caos (cover di Chico Science & Nação Zumbi) – 4:28 (Chico Science & Nação Zumbi)

Durata totale: 47:04
Bonus track esclusiva per l'edizione iTunes
1. Stagnate State of Affairs – 3:37

## Formazione
Gruppo
- Derrick Green – voce, percussioni su Da Lama ao Caos
- Andreas Kisser – chitarra, cori, voce in Da Lama ao Caos
- Paulo Jr. – basso
- Eloy Casagrande – batteria, percussioni

Musicisti Ospiti
- Dave Lombardo – batteria aggiuntiva su Obsessed
- Ross Robinson – produttore
- Renato Zanuto – tastiere
- Fredo Ortiz – percussioni
- Jaque Humara – voce

### Produzione
- Ross Robinson – produzione
- Alan Douches – mastering
- Steve Evetts – missaggio
- Melissa Castro – fotografia